# Донець Григорій Маркович
Донець Григорій Маркович (25 грудня 1926 року, село Маслівка — 19 липня 2004 року, місто Канів) — учасник бойових дій, ветеран Другої світової війни (Німецько-радянської війни).

## Життєпис

### Дитинство
Григорій Донець народився 25 грудня 1926 року в селі Маслівка Миронівського району Київської області, Україна (на той час Українська РСР) у сім'ї поштового візника Донця Марка Костянтиновича та колгоспниці Калініченко Меланії. Мав трьох сестер — Лідію (померла від тяжкої хвороби у віці 18 років), Надію, Ольгу; брата Михайла (помер від голоду у віці 5 років).
Навчався у Маслівській сільській школі, мав великі здібності до навчання, особливо до вивчення німецької мови та літератури (до останніх днів життя міг вільно декламувати як вірші німецькою мовою, так і твори Т. Г. Шевченка), також цікавився технікою.

Зі спогадів Григорія Марковича:
«З дитинства я дуже хотів зв'язати свою долю з технікою. Особливо мене вабила авіація. Я не міг вночі спати, коли в наш колгосп прибув літак для підгодівлі озимих та обробки цукрового буряка. Я знаходив будь-який привід, щоб у вільний час бути по-ближче до літака. Я готовий був виконувати будь-яку хатню роботу, будь-яке доручення мами та усіх старших мене, лише б зустрітися з льотчиками. Я просився возити конем воду та обід до літака чи льотчиків до бабки, що готувала обід… Льотчики познайомилися зі мною та взяли з мене чесне слово, що я буду навчатися, закінчу 10 класів, і вони допоможуть мені знайти училище, пов'язане з літаками. Але я серйозно захворів і почалася війна, яка все перевернула».
Війна застала Донця Григорія у 14-річному віці.
З 5 серпня 1941 року по 2 лютого 1944 року його рідне село перебувало під окупацією німців.

Зі спогадів Григорія Марковича:
«Коли почалася війна мені виповнилось 14 років, я закінчив 7-й клас Маслівської школи… В той час я бачив безліч червоних воїнів, які рухалися крізь наше село та були впевнені, що війна закінчиться скоро, та ніколи я не думав, що мені доведеться воювати з фашизмом… І коли розірвалися перші бомби на залізничній станції Темпи, коли біля колодязя розірвалися перші фашистські снаряди, зав'язалась перестрілка та в село до нас зайшли перші фашистські головорізи, я ще не уявляв важливості усього, що сталося… Матері та діти з нашої вулиці зібралися у невеликій землянці-льосі, так як в селі з'явились перші жертви серед мирного населення. На нас було накладено домашній арешт…».

### «Від Могильова до Одера»
Одразу після звільнення Київської області від окупації фашистсько-німецьких загарбників (на початку 1944 року) Григорій Донець був мобілізований Миронівським районним комісаріатом на фронт.
24 березня 1944 року прибув до місця дислокації 4-ї стрілецької роти 1109-го стрілецького полку 330-ї стрілецької дивізії 49-ї армії 2-го Білоруського фронту.
З березня по червень 1944 року 1109-й стрілецький полк тримав оборону на рубежі річки Проня (Чауський район Могильовської області, Білорусь).
З перших же днів перебування на фронті Донець зарекомендував себе як відважний та рішучий боєць, що дозволило йому обіймати посади спочатку командира відділення та помічника командира взводу і зрештою командира взводу у званні старшого сержанта.
У складі розвідувальних груп він здійснив неодноразові виходи за лінію фронту з метою виявлення замаскованих позицій противника. 23 червня 1944 року розпочалася Могильовська наступальна операція, в якій 330-та стрілецька дивізія, здійснивши форсування річки Проня та звільнивши місто Чауси, забезпечувала прорив на лівому фланзі при звільненні міста Могильов та форсуванні річки Дніпро (28 червня 1944 року), за що вона отримала почесну назву Могилівська та була нагороджена орденом Червоного Прапору.

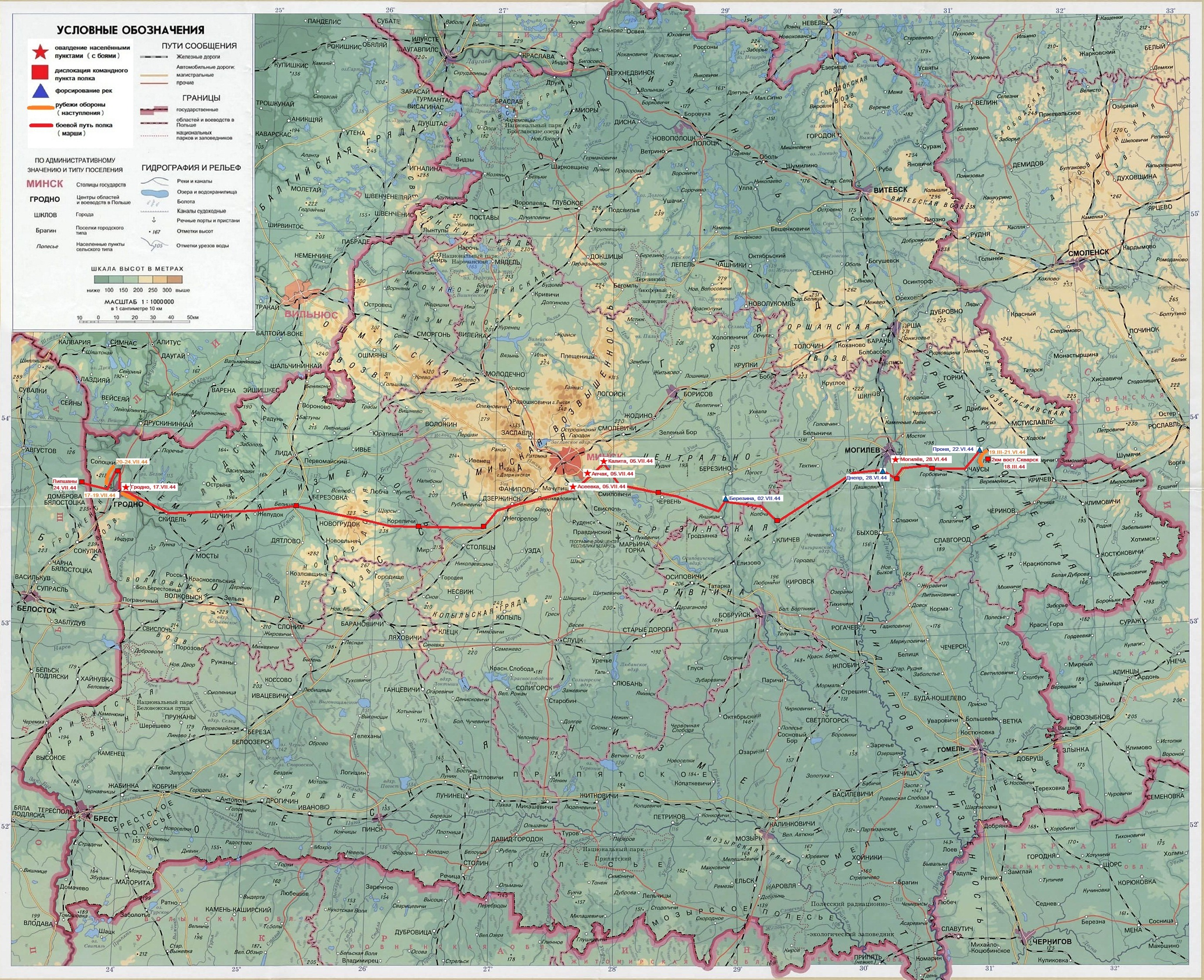
Бойовий шлях 1109-ого стрілецького полку (18.III-24.VII.1944)

Після успішного звільнення міста Могильов 330-та стрілецька дивізія, форсувавши річку Березина, взяла участь у Мінській наступальній операції (5 липня 1944 року вела запеклі бої на околицях міста Мінськ).
У другій половині липня в рамках Білостоцької наступальної операції силами 330-ї стрілецької дивізії звільнено місто Гродно (17—20 липня 1944 року), за що дивізія (вже Червонопрапорна) була нагороджена орденом Суворова ІІ ступеня.
А вже на початку серпня 1944 року частини дивізії вели активні бої на території Польщі, намагаючись форсувати Августовський канал. Однак супротив противника змусив дивізію здійснити марш на південь до межиріччя Нарви і Бєбжи (20 км на захід від міста Білосток) та стримував її аж до початку наступного року.З початком Східно-Пруської та Східно-Померанської наступальних операцій радянської Червоної армії проти військ нацистської Німеччини менше ніж за місяць (з 16 січня по 13 лютого 1945 року) 330-та стрілецька дивізія здійснила виснажливий марш зі східної Польщі, перейшовши річки Нарва та Вісла, і підійшла до околиць міста Хойніце, яке було звільнено 14 лютого 1945 року.
Дізнавшись про зосередження німецьких сил у Східній Померанії, Радянське Верховне Головнокомандування наказало 2-му Білоруському фронту розгромити східно-померанське угрупування противника та встановити контроль за містами Данциг і Гдиня, очистивши узбережжя Балтійського моря від гирла Вісли до Одри.

Бойовий шлях 1109-ого стрілецького полку (25.VII.44-25.IV.1945)

Вже через місяць після звільнення міста Хойніце полки 330-ї стрілецької дивізії стояли на підступі до міста Данциг. В ході запеклих боїв, які тривали наприкінці березня 1945 року, вдалося витіснити сили противника до узбережжя та вже 1 квітня 1945 року оволодіти містом Данциг і вийти до його морської бухти.За оволодіння містом Данциг 330-та стрілецька дивізія була нагороджена орденом Кутузова II ступеню і відтепер її повна назва була — 330-та Могильовська Червонопрапорна ордена Суворова і Кутузова дивізія.
Здійснивши за тиждень марш Данциг-Щецин, дивізія з 8 квітня 1945 року активно наступала в напрямку річки Одра.
23 квітня 1945 року силами 1109-ого стрілецького полку розпочалося форсування річки Одри, під час якого старший сержант Донець одним із перших йшов в атаку, знищив 8 фашистів, 3 схопив у полон, знешкодив 2 вогневі точки противника, проте 24 квітня 1945 року був важко поранений. За особисту мужність і відвагу, проявлені при захисті Вітчизни, а також за вмілі, ініціативні та сміливі дії в боях, що сприяли успішному виконанню бойових завдань, Донець Григорій Маркович був представлений до нагородження орденом Вітчизняної війни І ступеню, орденом Слави III ступеня, медалями «За відвагу» та «За бойові заслуги».
З тяжкими пораненнями (правого променезап'ясткового суглоба, середньої третини правого стегна, правої гомілки), які призвели до інвалідності 2-ї групи, Григорію Марковичу довелося провести майже пів року в евакуаційних госпіталях № 2856 та № 5819 (місто Дзержинськ, Нижньогородська область, Росія).

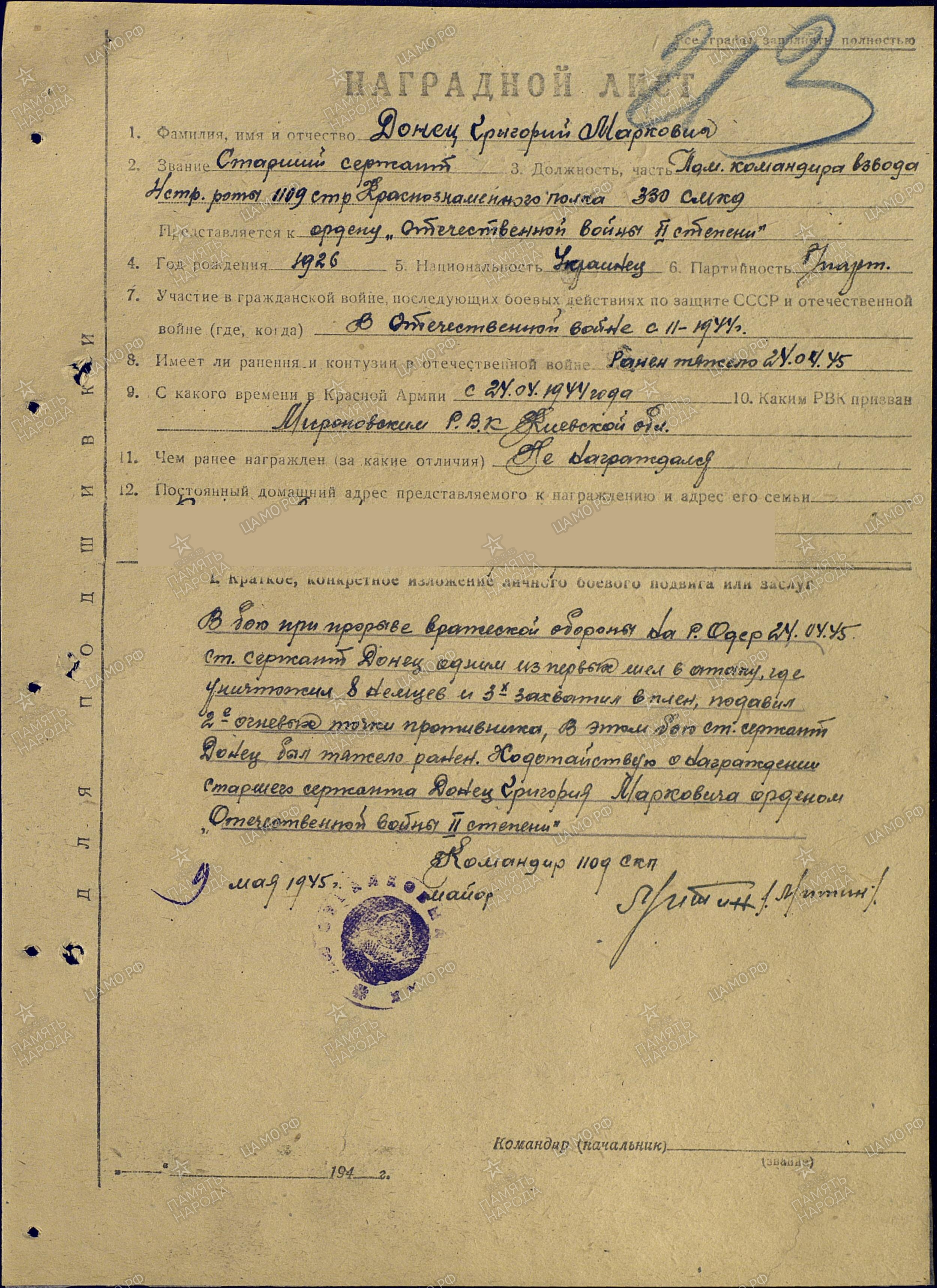
Представлення старшого сержанта Донця до нагородження Орденом Вітчизняної війни

4 вересня 1945 року звільнений у запас через поранення.

### Життя без війни
В кінці 1945 року Донець нарешті потрапив додому, де ще декілька місяців перебував на домашньому лікуванні.
В період з лютого по вересень 1946 року працював в рідному селі Маслівка завідувачем читальні при клубі, вагарем в пункті заготівлі зерна.
У вересні 1946 року вступив до Канівського педагогічного училища на спеціальність вчителя початкових класів, яке успішно закінчив та здобув 1 липня 1950 року кваліфікацію вчителя початкової школи. З серпня 1950 року по вересень 1953 року працював другим секретарем Канівського районного комітету Ленінського комуністичного союзу молоді України.
У вересні 1953 року став до роботи директором Чернишівської семирічної школи Канівського району, а вже в лютому наступного року працював інструктором відділу пропаганди Канівського районного комітету Комуністичної партії України.
З вересня 1954 року по липень 1959 року навчався в Київському ордена Трудового Червоного Прапора медичному інституті (нині Національний медичний університет імені О. О. Богомольця) за спеціальністю стоматологія. По закінченні здобув кваліфікацію лікаря-стоматолога.
Після чого був прийнятий на роботу районним стоматологом Канівської районної центральної лікарні. Крім того, за сумісництвом Григорій Маркович працював лікарем швидкої допомоги (до 1967 року) та начальником курсів для медичних сестер (у 1962—1964 роках).

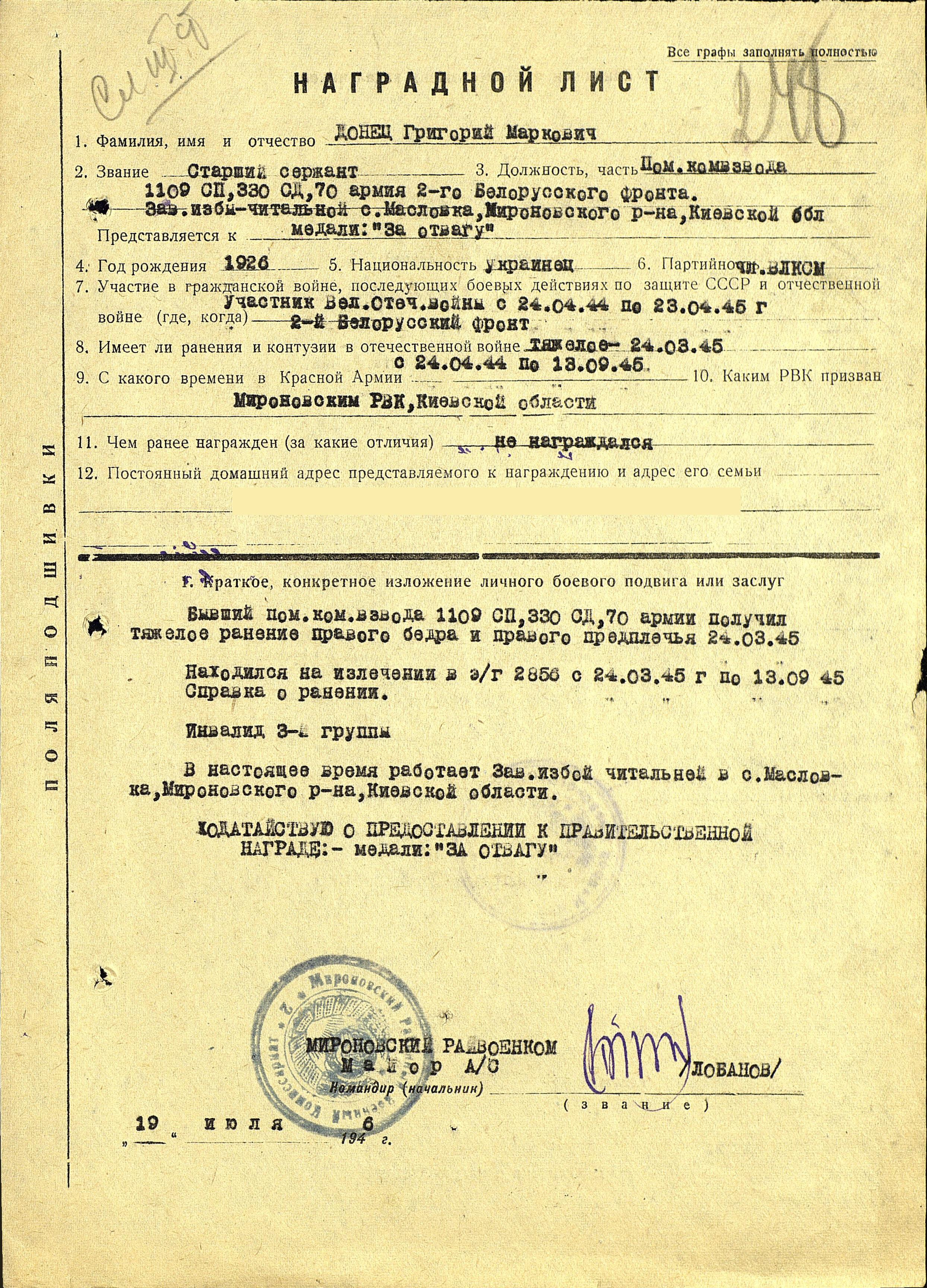
Представлення старшого сержанта Донця до нагородження медаллю «За відвагу»

З кінця 1960 року по лютий 1963 року обіймав посаду заступника головного лікаря Канівської районної центральної лікарні з мережі.
З лютого 1963 у зв'язку зі скороченням штату знову переведений на посаду районного стоматолога, а у жовтні 1967 року Григорій Маркович вже очолював рентген-кабінет протитуберкульозного диспансеру.
В 1979 році пройшов підвищення кваліфікації в Українському інституті удосконалення лікарів (нині Національна медична академія післядипломної освіти імені П. Л. Шупика) за спеціалізацією рентгенодіагностика.
Крім того, з 1971 року Григорій Маркович став дружинником по охороні громадського порядку, членом Канівської районної первинної організації Українського республіканського добровільного протипожежного товариства та Канівської районної організації Українського товариства мисливців і рибалок.
За роки трудового стажу отримав десятки подяк (у відведених розділах трудової книжки не вистачало місця для відповідних записів), також був занесений до Книги пошани Канівської центральної районної лікарні та на Канівську міськрайонну Дошку пошани.
24 жовтня 1986 року Григорій Маркович вийшов на пенсію.
Більшу частину вільного часу він присвятив вихованню онука. Також займався бджільництвом, садівництвом та рибальством.
Помер Григорій Маркович 19 липня 2004 року у віці 77 років у місті Канів (Черкаська область, Україна) від ішемічної хвороби серця (атеросклеротичний кардіосклероз).

## Сім'я
У 1954 році одружився з Бочаровою Валентиною Павлівною (8 вересня 1931 року, місто Харків, Українська РСР (Україна) — 30 жовтня 2000 року, місто Канів, Черкаська область, Україна), яка працювала лікарем-стоматологом.
Доньки — Боднарчук Людмила (1954 р. н., вчитель), Сидоренко Ольга (1966 р. н., вчитель).

## Нагороди

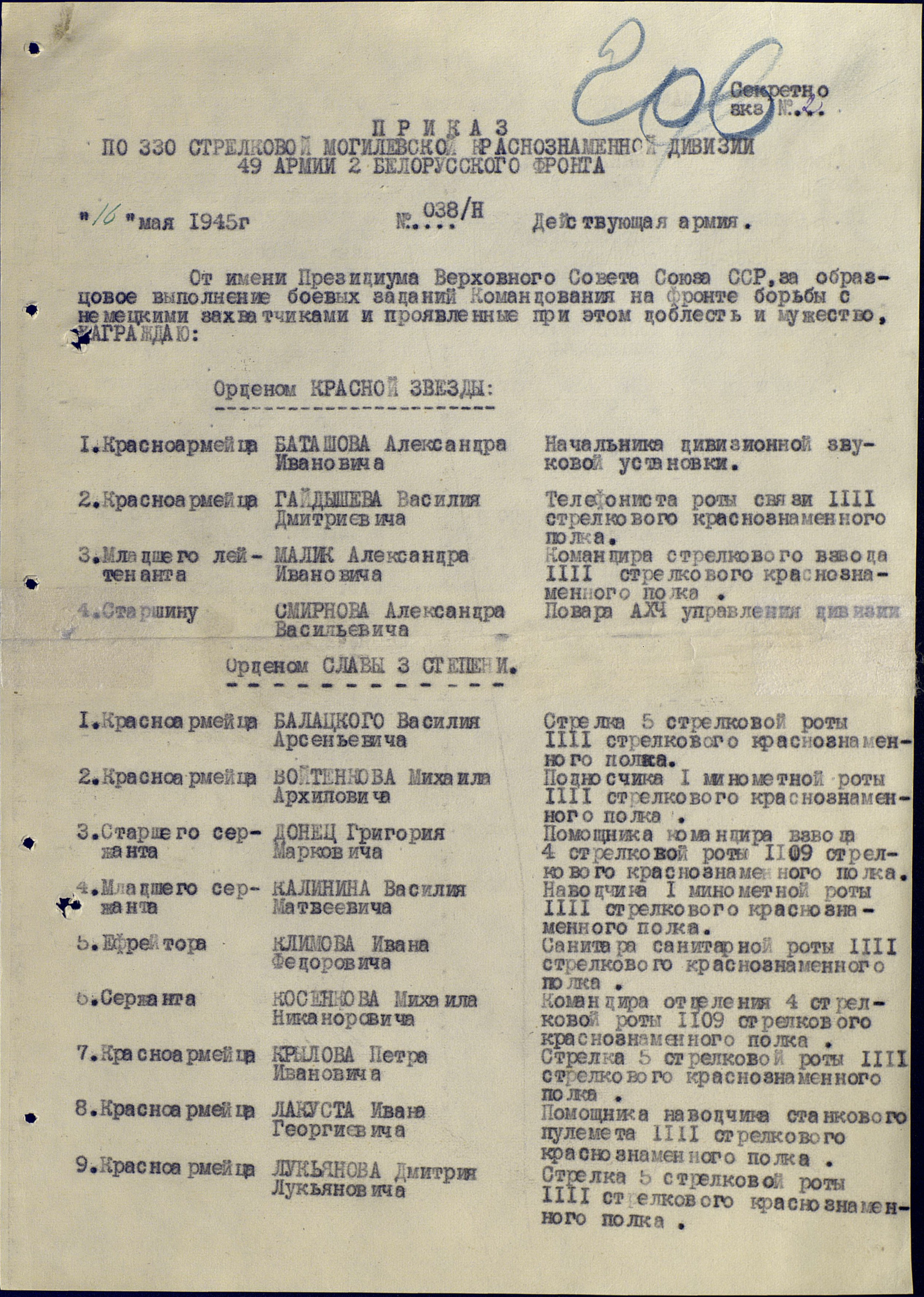
Нагородження старшого сержанта Донця Орденом Слави

### Ордени[14]
- Орден Слави III ступеня. Посвідчення
- Орден Вітчизняної війни І ступеня. Посвідчення
- Орден «За мужність» III ступеня. Посвідчення

### Медалі[14]
- Медаль «За бойові заслуги»[15]
- Медаль «За перемогу над Німеччиною у Великій Вітчизняній війні 1941—1945 рр.». Посвідчення [Архівовано 28 жовтня 2016 у Wayback Machine.]
- Медаль «За відвагу»[15]
- Ювілейна медаль «Двадцять років перемоги у Великій Вітчизняній війні 1941—1945 рр.». Посвідчення [Архівовано 29 жовтня 2016 у Wayback Machine.]
- Ювілейна медаль «50 років Збройних сил СРСР»[15]
- Ювілейна медаль «За доблесну працю. В ознаменування 100-річчя з дня народження В. І. Леніна». Посвідчення [Архівовано 28 жовтня 2016 у Wayback Machine.]
- Ювілейна медаль «Тридцять років перемоги у Великій Вітчизняній війні 1941—1945 рр.». Посвідчення [Архівовано 28 жовтня 2016 у Wayback Machine.]
- Ювілейна медаль «60 років Збройних сил СРСР». Посвідчення
- Медаль «Ветеран праці». Посвідчення
- Ювілейна медаль «Сорок років перемоги у Великій Вітчизняній війні 1941—1945 рр.». Посвідчення [Архівовано 29 жовтня 2016 у Wayback Machine.]
- Ювілейна медаль «70 років Збройних сил СРСР». Посвідчення
- Ювілейна медаль «50 років перемоги у Великій Вітчизняній війні 1941—1945 рр.». Посвідчення [Архівовано 29 жовтня 2016 у Wayback Machine.]
- Медаль Жукова. Посвідчення [Архівовано 28 жовтня 2016 у Wayback Machine.]
- Медаль «Захиснику Вітчизни». Посвідчення

### Пам'ятні знаки
- Пам'ятний знак «50 років визволення України». Посвідчення

### Відзнаки[14]
- Відзнака «Відміннику охорони здоров'я». Посвідчення
- Відзнака «Пропагандист донорства». Посвідчення
- Відзнака «Найкращий пропагандист донорства». Посвідчення [Архівовано 1 вересня 2017 у Wayback Machine.]
- Відзнака «Найкращий пропагандист донорства». Посвідчення [Архівовано 1 вересня 2017 у Wayback Machine.]